# Crims irlandesos
Crims irlandesos (originalment en alemany, Der Irland-Krimi) és una sèrie de pel·lícules policíaques de la cadena alemanya ARD protagonitzada per Désirée Nosbusch com a psicòloga policial d'origen alemany Cathrin Blake. S'emet a intervals irregulars des del 2019.

## Premissa
La psicòloga policial d'origen alemany Cathrin Blake va perdre el rumb després que el seu marit desaparegués sense deixar rastre i es convertís en alcohòlica. Viu amb el seu fill adult, que, com el seu pare, s'ha convertit en policia. Després de poder superar la seva addicció, torna a la feina, però ja no amb la policia.

## Llista de pel·lícules
| Núm. | Títol                            | Direcció              | Guió                                              | Data d'emissió original (ARD) | Data d'emissió a Catalunya (TV3) |
| ---- | -------------------------------- | --------------------- | ------------------------------------------------- | ----------------------------- | -------------------------------- |
| 1    | «Els morts de l'abadia Glenmore» | Züli Aladağ           | Christian Schiller, Marianne Wendt                | 24 d'octubre de 2019          | 18 de juny de 2022               |
| 2    | «Els perseguidors de noies»      | Züli Aladağ           | Christian Schiller, Marianne Wendt                | 31 d'octubre de 2019          | 18 de juny de 2022               |
| 3    | «La desaparició»                 | Züli Aladağ           | Christian Schiller, Marianne Wendt                | 25 de març de 2021            | 18 de setembre de 2022           |
| 4    | «Perdó»                          | Züli Aladağ           | Christian Schiller, Marianne Wendt                | 1 d'abril de 2021             | 18 de setembre de 2022           |
| 5    | «Llaços familiars»               | Matthias Tiefenbacher | Sebastian Andrae                                  | 29 de setembre de 2022        | 20 d'octubre de 2024             |
| 6    | «El preu del silenci»            | Alexander Dierbach    | Alexander Dierbach                                | 6 d'octubre de 2022           | 20 d'octubre de 2024             |
| 7    | «Llacuna mental»                 | Matthias Tiefenbacher | Elke Hauck, Sven S. Poser, Sebastian Andrae       | 12 d'octubre de 2023          | 27 d'octubre de 2024             |
| 8    | «La lluna damunt Galway»         | Matthias Tiefenbacher | Dagmar Gabler, Sebastian Andrae, Katja Kittendorf | 19 d'octubre de 2023          | 27 d'octubre de 2024             |
| 9    | «Sense patir»                    | Matthias Tiefenbacher | Katrin Bühlig                                     | 19 de setembre de 2024        | 6 d'abril de 2025                |
| 10   | «Zerrissene Seelen»              | Matthias Tiefenbacher | Katrin Bühlig, Christoph Busche                   | 26 de setembre de 2024        | Sense anunciar                   |